# Tweekleurenkamtandslijmvis
De tweekleurenkamtandslijmvis (Ecsenius bicolor) is een straalvinnige vissensoort uit de familie van naakte slijmvissen (Blenniidae). De wetenschappelijke naam van de soort is voor het eerst geldig gepubliceerd in 1888 door Day.